# Administration Rainilaiarivony
Royaume de Madagascar
 Administration Rainitsimbazafy
L'administration Rainilaiarivony désigne la période de gouvernance de Rainilaiarivony, Premier ministre de Madagascar, à partir de la promulgation du code des trois cents cinq articles le 29 mars 1881 jusqu'au 14 octobre 1895. Sous la monarchie Merina, elle constitue la seconde tête d'un pouvoir exécutif bicéphale. Organe collégial hiérarchisé, elle déterminait et conduisait la politique de Madagascar. Elle disposait de l'administration et de la force armée.
Durant son mandat, Rainilaiarivony entreprit de moderniser les institutions malgaches. Il introduisit d'importantes réformes administratives et militaires pour centraliser et stabiliser le pouvoir. L'éducation devint une priorité, avec la création d'écoles et la promotion des savoirs occidentaux tout en respectant les traditions locales.  
Sur le plan diplomatique, Rainilaiarivony joua un rôle central dans la gestion des relations entre Madagascar et les puissances coloniales, notamment la France et le Royaume-Uni. Malgré ses efforts pour préserver l'indépendance du royaume, Madagascar fut confronté à une pression coloniale croissante qui culmina avec l'invasion française et la fin de la souveraineté malgache en 1897.

## Histoire
Après la mort de Rainiharo le 10 février 1852, son fils aîné Rainivoninahitriniony le remplace comme premier ministre, après sa nomination par la reine Ranavalona Ire. Au décès de celle-ci, son fils Radama II monte sur le trône. Le nouveau roi conserve le premier ministre de sa mère. Mais lorsque Radama II est assassiné le 12 mai 1863, à l'instigation de son premier ministre, sa cousine germaine et ex-épouse Rasoherina lui succède sur le trône malgache. Dès son arrivée au pouvoir, Rasoherina épouse le premier ministre Rainivoninahitriniony. Mais lorsque celui-ci, devenu impopulaire, doit démissionner de sa fonction, son frère Rainilaiarivony se présente à sa succession. S'opposant à ce choix, Rainivoninahitriniony se dispute avec son épouse Rasoanalina qui divorce. Rainivoninahitriniony, qui avait déjà abandonné sa fonction de chef du gouvernement, perd alors également sa position de prince consort malgache. Rainalaiarivony, devenu premier ministre, se sert de l'influence qu'il a sur la reine afin de l'épouser.

### Politique et réformes
L'administration gouvernementale et la bureaucratie ont été renforcées sous la direction de Rainilaiarivony. En mars 1876, Rainilaiarivony a établi huit ministères pour gérer les affaires étrangères, l'intérieur, l'éducation, la guerre, la justice, le commerce, l'industrie, les finances et la législation. Il nomme également des envoyés de l'État qui sont installés dans toutes les provinces de l'île pour gérer les affaires administratives, assurer l'application de la loi, collecter les impôts et fournir des rapports réguliers à Antananarivo sur la situation locale.
La méthode traditionnelle de perception des impôts par les administrateurs locaux a été élargie dans les provinces, générant de nouveaux revenus, le plus souvent sous la forme de biens produits localement tels que des nattes tissées, du poisson ou du bois. Rainilaiarivony a activement encouragé le règlement de Merina dans les provinces côtières, mais les peuples côtiers n'ont pas été invités à participer à l'administration politique des territoires qu'ils habitaient.

La première épouse royale de Rainilaiarivony, la reine Rasoherina, est décédée le 1er avril 1868 et a été remplacée par sa cousine Ranavalona II (couronné le 3 septembre 1868). Ranavalona II était une élève de missionnaires protestants et s'était converti au christianisme. Rainilaiarivony a reconnu le pouvoir croissant du christianisme sur l'île et a identifié la nécessité de le mettre sous son influence afin d'éviter les luttes de pouvoir culturelles et politiques déstabilisatrices. Le Premier ministre a encouragé la nouvelle reine à christianiser la cour à travers une cérémonie de baptême publique à Andohalo le 21 février 1869, le jour de leur mariage. Lors de cette cérémonie, les talismans royaux surnaturels ont reçu l'ordre d'être détruits et remplacés par la Bible. La christianisation de la cour et la création de la chapelle royale protestante indépendante sur le terrain du palais ont entraîné la conversion à grande échelle de centaines de milliers de malgaches. Ces conversions étaient généralement motivées par le désir d'exprimer une allégeance politique à la Couronne et, en tant que telles, étaient largement nominales, la majorité des convertis pratiquant un mélange syncrétique de religions chrétiennes et traditionnelles. 

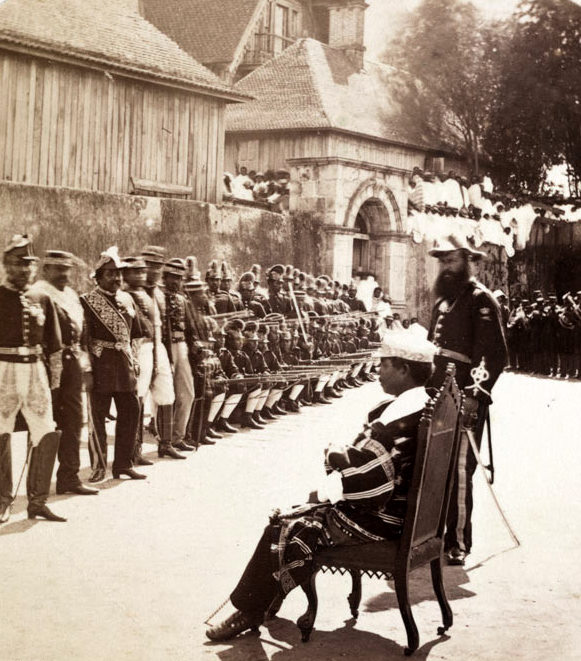
Rainilaiarivony inspectant ses troupes.

Les biographes de Rainilaiarivony concluent que la propre conversion du Premier ministre était également en grande partie un geste politique et n'a probablement dénoté un véritable changement spirituel que vers la fin de sa vie. Certains responsables locaux ont tenté de forcer les conversions au protestantisme en imposant la fréquentation de l'Église et en persécutant les catholiques, mais Rainilaiarivony a rapidement répondu pour réprimer ces pratiques trop zélées. La criminalisation par le Premier ministre de la polygamie et de la consommation d'alcool, ainsi que la déclaration du dimanche comme jour de repos, ont également été inspirées par les influences britanniques et protestantes croissantes dans le pays.
Le Premier ministre a reconnu que la modernisation de Madagascar et de son système d'administration publique pouvait renforcer le pays contre l'invasion d'une puissance occidentale et a orienté son énergie dans ce sens. En 1877, il interdit l'esclavage. Rainilaiarivony a élargi le système d'enseignement public, déclarant la fréquentation scolaire obligatoire en 1881 et formant un cadre d'inspecteurs scolaires l'année suivante pour assurer la qualité de l'éducation. La première pharmacie de l'île a été créée par des missionnaires du LMS en 1862, et le premier hôpital a été inauguré à Antananarivo trois ans plus tard, suivi par le lancement en 1875 d'un système médical public composé de cliniciens fonctionnaires. Rainilaiarivony a promulgué une série de nouveaux codes légaux au cours de son administration qui ont cherché à créer un ordre social plus humain. Le nombre d'infractions capitales a été ramené de dix-huit à treize, et il a mis fin à la tradition des châtiments familiaux collectifs pour les délits d'un individu. Des amendes ont été fixées pour des infractions spécifiques et les châtiments corporels se limitaient à être enfermés dans des fers à repasser. La structure de l’administration juridique a été réorganisée de sorte que les affaires qui dépassent l’autorité des tribunaux communautaires traditionnels au niveau du collectif du village de fokonolona, administré par des magistrats locaux et des chefs de village, soient renvoyées aux trois hautes cours établies dans la capitale en 1876, bien que l'autorité judiciaire finale soit restée avec Rainilaiarivony. Le Code de 305 lois établi cette même année constituera la base du système juridique appliqué à Madagascar pour le reste du XIXe siècle et pendant une grande partie de la période coloniale. Pour renforcer l'État de droit, le Premier ministre a mis en place une police rurale, modernisé le système judiciaire et supprimé certains privilèges injustes qui avaient profité de manière disproportionnée à la classe noble.
À partir de 1872, Rainilaiarivony a travaillé à la modernisation de l'armée avec l'aide d'un instructeur militaire britannique, qui a été embauché pour recruter, former et gérer ses soldats. Rainilaiarivony a acheté de nouvelles armes à feu locales et importées, a réintroduit des exercices réguliers et a réorganisé le système de classement. Il a interdit l'achat de promotions de grade ou d'exemptions du service militaire et a institué des soins médicaux gratuits pour les soldats en 1876. L'année suivante, Rainilaiarivony a introduit la conscription obligatoire de 5 000 malgaches de chacune des six provinces de l'île pour servir cinq ans dans la royauté, gonflant les rangs de l'armée à plus de 30 000 soldats.

### Formation d'un gouvernement collégial
L’édit royal du 29 mars 1881, dit Dimy Venty sy Telon-jato (Code de 305 articles) crée huit Ministères afin de décentraliser le pouvoir exécutif, jusqu'alors centralisé au monarque et au Premier ministre. Voient alors le jour les ministères de l’Intérieur, des Affaires Etrangères (lequel existait déjà depuis quinze ans), de l’Armée, de la Justice, des Lois, de l’Industrie, des Finances publiques, et de l’Enseignement.

## Composition
Voici la composition du gouvernement nommé par Rainilaiarivony le 29 mars 1881,,:
| Ministère                                                       | Ministre             | Vice-ministre(s)                               |
| --------------------------------------------------------------- | -------------------- | ---------------------------------------------- |
| Ministère des affaires intérieures                              | Rainitsimbazafy      | Rainizanoa                                     |
| Ministère des affaires étrangères                               | Ravoninahitriniarivo | Rainandriamampandry                            |
| Ministère des affaires militaires                               | Rainilambo           | Ramariavelo prince Ramahatra Ratsimatahodriaka |
| Ministère des affaires judiciaires                              | Ralaitsirofo         | Rainimamonjisoa Rabobalahy                     |
| Ministère des affaires législatives                             | Razanakombana        | Ralaitafika                                    |
| Ministère des affaires commerciales, agricoles et industrielles | Rainimiadana         | Rahaga Rakotofiringa                           |
| Ministère des finances publiques                                | Rainimahajere        | Rainandrianary                                 |
| Ministère de l'enseignement                                     | Andriamananizao      | Rakoto Radoara                                 |